# Zákon o myslivosti
Zákon o myslivosti (č. 449/2001 Sb.) je zákon patřící mezi současné právní předpisy o myslivosti v Česku. 
Zákon upravuje tyto oblasti:
- Chov a zušlechťování zvěře
  - Zásady chovu
    - Chovem zvěře se rozumějí odborné zásahy sledující určité vymezené biologické cíle, zachování rovnováhy mezi stavy spárkaté zvěře a prostředím, udržování přírodní kvality genofondu zvěře, cílené zvyšování chovné kvality zvěře a úprava stavů zvěře na optimální stav.

  - Omezení směřující k zachování druhu zvěře
    - Dovoz a vývoz živé zvěře i jejích vývojových stadií lze provádět jen se souhlasem orgánu státní správy myslivosti, a to za podmínek v něm stanovených. K dovozu a vypouštění geograficky nepůvodních druhů živočichů, které jsou považovány za zvěř Mezinárodní mysliveckou organizací (CIC), je nutný předchozí souhlas orgánu ochrany přírody, orgánu státní správy myslivosti a dodržení veterinárních předpisů

  - Zákazy stanovené k zachování druhů zvěře
    - zakazuje se:
      - vypouštět do honiteb jedince druhů zvěře, které jsou drženy ve farmových chovech, nebo jejich mláďata,
      - vypouštět do honiteb zvěř a zvířata získaná křížením mezi druhy zvěře a mezi druhy hospodářských zvířat,
      - vypouštět do honiteb zvěř, která byla chována v zajetí; výjimku z tohoto zákazu může povolit orgán státní ochrany přírody,
      - zavádět v honitbě další druhy zvěře bez předchozího souhlasu orgánu státní správy myslivosti po vyjádření orgánu státní ochrany přírody.

  - Chov zvěře v zajetí
    - Chov zvěře v zajetí je možný jen se souhlasem orgánu státní správy myslivosti. Žadatel předkládá vyjádření veterinárních orgánů a orgánů na ochranu zvířat proti týrání.

- Ochranu myslivosti a zlepšování životních podmínek zvěře
  - Ochranou myslivosti se rozumí ochrana zvěře před nepříznivými vlivy prostředí, před nakažlivými nemocemi, před škodlivými zásahy lidí a před volně pobíhajícími domácími zvířaty; ochrana životních podmínek zvěře, zajištění klidu v honitbě a ochrana mysliveckých zařízení.
  - Je zakázáno plašit zvěř jakýmkoliv způsobem. Dále je zakázáno rušit zvěř při hnízdění a kladení mláďat a provádět další činnosti záporně působící na život zvěře jako volně žijících živočichů.
  - Ustanovení, práva a povinnosti myslivecké stráže.
- Tvorbu a využití honiteb
  - Upravuje zřizování, využívání a zánik honiteb
  - Upravuje fungování honebního společenstva
- Myslivecké hospodaření a lov
  - Ustanovení, práva a povinnosti mysliveckého hospodáře
  - Doby lovu zvěře
  - Zakázané způsoby lovu
- Škody způsobené užíváním honitby, zvěří a na zvěři
- Státní správu myslivosti
- Přestupky